# Ерве де Сен-Дені
Марі-Жан-Леон Лекок, барон д’Ерве де Юшеро, маркіз д’Ерве де Сен-Дені (фр. Marie-Jean-Léon Lecoq, Baron d’Hervey de Juchereau, Marquis d’Hervey de Saint-Denys, 6 травня 1822, Париж — 2 листопада 1892, Париж). Відомий у XIX ст. французький інтелектуал, філолог, синолог-самоучка, третій завідувач кафедри китайської мови Коллеж де Франс (1874—1892), з 1878 року — дійсний член Академії написів (Académie des Inscriptions et de Belles-Lettres). Наставник Едуарда Шаванна, передав йому завідування кафедрою в Коллеж де Франс.

## Діяльність
Наукова спадщина маркіза д’Ерве де Сен-Дені відноситься до двох областей знань: психології і синології. Самостійно вивчивши китайську мову, Ерве де Сен-Дені в 1851 випустив монографію Recherches sur l'agriculture et l'horticulture des Chinois, у якій розглядав практичні аспекти китайського землеробства і тваринництва, які могли бути запозичені на Заході. Одним з перших маркіз почав перекладати на французьку мову класичну китайську поезію різних епох: від Цюй Юаня до Танських авторів, а також трактати з етнології Ма Дуань-ліна. Перекладав він також деякі конфуціанські тексти. Ці перекази в науковому відношенні зараз повністю застарілі, проте вони є важливим пам'ятником китаєзнавства XIX ст. Ерве де Сен-Дені був завідувачем китайського відділу Всесвітньої виставки в Парижі 1867, у 1874 році змінив Станісласа Жульєна на посаді завідувача кафедри китайської мови Колеж де Франс. З 1878 року — дійсний член Академії написів. За рахунок коштів маркіза був відряджений до Китаю Едуард Шаванн, якого Ерве де Сен-Дені долучив до китаєзнавства, і віддав йому завідування кафедрою.
Маркіз Ерве де Сен-Дені цікавився також іспанською драматургією, залишив деякі переклади з іспанської мови та написав історію іспанської драми.
Психологічні етюди маркіза опинилися в науковому відношенні актуальнішими, почасти навіть випередивши свій час. Найбільше зацікавлення Сен-Дені проявляв щодо природи сну і сновидінь, які він вивчав на собі. У 1867 році він анонімно опублікував трактат «Les rêves et les moyens de les diriger; observations pratiques», де розмірковува над методом управління сновидіннями. Пізніше цей феномен свідомості був названий свідомими сновидіннями.

## Головні праці

### Синологія
- Hervey de Saint-Denys. Recherches sur l’agriculture et l’horticulture des Chinois (1851)
- Hervey de Saint-Denys. Poésies de l'époque des T’ang (1862), translated from the Chinese
- Hervey de Saint-Denys. Ethnographie des peuples étrangers de la Chine, translated from Ma-Touan-Lin (1876—1883)
- Hervey de Saint-Denys. Li-Sao (1870), translated from the Chinese
- Hervey de Saint-Denys. Mémoires sur les doctrines religieuses; de Confucius et de l'école des lettres (1887)

### Психологія
- Hervey de Saint-Denys. Les Rêves et les moyens de les diriger; Observations pratiques. Paris: Librairie d’Amyot, Éditeur, 8, Rue de la Paix (1867). (анонімне першовидання)
- Hervey de Saint-Denys. Les Rêves et les Moyens de les diriger; Observations Pratiques. Île Saint-Denis. Oniros (1995). ISBN 2-909318-04-4.
- Hervey de Saint-Denys. Dreams and how to guide them. Translated by N.Fry and edited by Morton Schatzman. London. Gerald Duckworth (1982). ISBN 0-7156-1584-X. (скорочений англійський переклад з коментарем)
- C.M. den Blanken & E.J.G. Meijer. An Historical View of «Dreams and the Ways to Direct Them; Practical Observations» by Marie-Jean-Léon LeCoq, le Marquis d’Hervey-Saint-Denys. Lucidity Letter, December, 1988, Vol.7, No.2,p. 67-78. Revised Edition:Lucidity,1991,Vol.10 No.1&2, p. 311—322.